# Giacomo Piccolomini
Giacomo Piccolomini (ur. 31 lipca 1795 w Sienie, zm. 17 sierpnia 1861 tamże) – włoski duchowny katolicki, kardynał.

## Życiorys
Pochodził z arystokratycznego rodu. 22 lipca 1844 Grzegorz XVI kreował go kardynałem in pectore. Nominacja została ogłoszona 24 listopada 1845 z tytułem prezbitera S. Balbinae. Wziął udział w Konklawe 1846. 4 października 1847 Pius IX nadał mu inny tytuł kardynalski prezbitera San Marco.